# Stadio della Vittoria (Bari)
Lo stadio della Vittoria (anche Arena della Vittoria) è uno storico impianto sportivo della città di Bari, sito nel quartiere Marconi (zona Fiera del Levante).

## Storia e caratteristiche

### Un monumento alla Vittoria per la città
Fin dalla promozione della squadra locale nella Divisione Nazionale nel 1928, Bari sentiva la necessità di uno stadio degno di poter ospitare le più blasonate squadre del calcio italiano: il "Campo degli Sports", seppur di recente costruzione, era ritenuto insufficiente per le crescenti ambizioni calcistiche dei baresi.
Il 28 luglio 1928 il quotidiano La Gazzetta del Mezzogiorno dedicava mezza pagina del giornale alla tanto attesa notizia: l'allora podestà della città di Bari Araldo di Crollalanza aveva presieduto una riunione nella quale si era stabilita la costruzione dello stadio della Vittoria che sarebbe sorto nella zona di Marisabella su un'area di 70000 m². Nell'articolo si evinceva la motivazione alla scelta del nome: "...per ricordare alle future generazioni non solamente il sacrifizio dei Caduti, ma altresì la grandezza della Vittoria conseguita dalle nostre Armi e valorizzata dal Fascismo". Elemento peculiare della struttura sarebbe dovuta essere la parte monumentale, dedicata ai caduti di guerra.
Al bando di concorso ufficiale, pubblicato il 15 settembre 1928, venivano presentati nel 1929 quattro progetti (denominati "Romanus", "San Nicola", "Indeficienter" e "Stadium"), ma vennero tutti scartati. Tuttavia nel giugno 1932, a seguito del ritorno della Bari nella massima serie, si rese nuovamente urgente la realizzazione dell'impianto. Venne così sposato il progetto presentato dall'ingegnere Angelo Guazzaroni e dall'architetto Vincenzo Fasolo, mentre la gara d'appalto, svoltasi il 15 gennaio 1933 (esattamente 25 anni dopo la fondazione del Football Club Bari), veniva vinta dall'impresa di costruzioni Romolo Vaselli di Roma, alla quale si affiancò la Ferrobeton. I lavori, guidati dall'ing. Uva, videro coinvolti circa 600 operai e, partendo durante l'estate del 1933, ebbero una durata complessiva di 14 mesi. Il costo dell'opera fu di quasi 2 000 000 di lire, di cui 1 800 000 versate volontariamente dai cittadini baresi.

### "Il nuovo tempio della giovinezza e della forza"
Fiore all'occhiello del calcio del mezzogiorno per l'imponenza e la modernità del progetto, nelle settimane precedenti la sua inaugurazione le testate giornalistiche locali e nazionali davano risalto al nuovo stadio barese, definendolo "Nuovo tempio della giovinezza e della forza" e "Un miracolo di architettura e di tecnica" per le sue caratteristiche: una struttura ad anello unico in pianta ellittica lievemente schiacciata, la copertura della tribuna centrale (tra i primi stadi al mondo ad avere una pensilina non sostenuta da colonne) e la torre di Maratona, composta da una torre mediana alta 42 metri affiancata da altre quattro torri laterali, di cui due di 26 metri e due di 21, nella quale sarebbe stata creata la Sala della Vittoria con all'interno due stele commemorative per i caduti di guerra. Le gradinate avrebbero avvolto la struttura senza interruzioni, neanche nella parte monumentale. All'interno della struttura vi avrebbero trovato spazio due palestre (entrambe delle dimensioni di 29 × 14 m) e sale dedicate al medico sportivo, ai massaggiatori, alle docce, alla ristorazione, alle riunioni e ad altri sport individuali (scherma, lotta, pesi, pugilato...). Attorno al terreno di gioco, collegato agli spogliatoi mediante un tunnel sotterraneo, sarebbe stata collocata anche una pista d'atletica a 6 corsie, la quale avrebbe permesso allo stadio di poter essere utilizzato già in occasione dei Campionati Nazionali dei Giovani Fascisti, che si sarebbero tenuti a Bari dal 2 al 6 settembre 1934. Per permettere il drenaggio del campo sarebbero state ricavate delle condutture a spina di pesce che avrebbero fatto scorrere l'acqua fino a quattro pozzi assorbenti, sistemati ai quattro angoli del campo.
Giovedì 6 settembre 1934, alla presenza del duce Benito Mussolini, veniva ufficialmente inaugurato il nuovo impianto sportivo, nonostante la sua edificazione non fosse ancora stata del tutto completata per mancanza di fondi (in modo particolare svettava sull'ingresso monumentale quello che in realtà era solo lo scheletro della torre di Maratona). Il debutto della Bari nel suo tanto agognato nuovo stadio avvenne il 16 dicembre 1934, in occasione della partita di campionato Bari-Comense, terminata con il risultato di 3-1 per i padroni di casa.

### Lo stadio devastato dalla guerra
Nei primi anni di vita il "della Vittoria" era costantemente teatro, oltre che di varie stagioni in Serie A del Bari, anche di numerosi eventi sportivi per balilla, avanguardisti e giovani fascisti. Inoltre la capienza notevolmente maggiore rispetto al Campo degli Sports permise alla società di poter ridurre il prezzo dei biglietti, evento che favoriva la costante presenza di un gran numero di tifosi sugli spalti. Tuttavia gli anni della seconda guerra mondiale ebbero ripercussioni negative anche sull'impianto barese: nel 1940 molti tifosi dovettero partire per il fronte, lasciando lo stadio spesso vuoto per oltre la metà; nello stesso periodo un reggimento di fanteria dotato di numerosi muli vi alloggiò all'interno in attesa di essere imbarcato per la Grecia. Una notte la paglia utilizzata per i muli prese fuoco: l'incendio divampato distrusse tutti i locali all'interno della struttura, le porte e lo steccato in legno utilizzato come recinzione provvisoria dal 1934. Ma era solo l'inizio: durante il tragico bombardamento di Bari del 2 dicembre 1943 due bombe caddero sullo stadio, una colpì la pensilina della tribuna, forandola, l'altra cadde sul terreno di gioco. Requisito dai militari delle truppe alleate fino al termine del conflitto bellico, venne adibito agli usi più impensati: il terreno di gioco veniva utilizzato come parcheggio di automezzi e carri armati; tutta l'attrezzatura all'interno dello stadio venne distrutta, i locali interni tramutati in cucine e gli spalti in accampamenti, perfino il tunnel degli spogliatoi venne murato e riempito di cemento. Durante gli anni dell'occupazione vennero disputati al suo interno alcuni eventi sportivi organizzati dai soldati, tra i quali il 23 novembre 1944 il Bambino Bowl, considerato il primo incontro di football americano-touch football in territorio italiano di cui si abbia notizia (la Technical School s'impose sui Playboys con il risultato di 13-0). Concessone finalmente l'utilizzo da parte dei soldati, la Bari tornò nel suo stadio (ridotto a un rudere) il 4 marzo 1945, battendo il Lecce per 2-1.
Nel 1946, per merito del comm. Tommaso Annoscia, lo stadio tornò in sesto dopo la guerra: fece riparare a sue spese la pensilina squarciata dalla bomba, rimettere le poltrone in tribuna, risistemare il prato e ornare di gerani e rampicanti le reti di recinzione attorno al campo. Ulteriori interventi furono fatti in occasione del debutto della Nazionale a Bari il 14 dicembre 1947: le porte d'ingresso, le attrezzature, gli impianti e i servizi furono tutti rifatti, anche il retro della tribuna coperta venne murato (era rimasto scoperto, come buona parte dei muri perimetrali, fin dall'inaugurazione). Negli ultimi anni quaranta il Giro d'Italia fece più volte tappa all'interno dello stadio.

### L'abbattimento dellatorre di Maratonae gli interventi di manutenzione

Cartolina d'epoca dello stadio, risalente agli anni '50-'60.

Nonostante fosse uno degli stadi principali del sud Italia, il "della Vittoria" patì più volte gravi mancanze in termini di manutenzione. Durante l'estate del 1955 la torre di Maratona, mai ultimata e divenuta col tempo pericolante, venne murata; successivamente, nell'autunno 1963, fu definitivamente abbattuta. Nell'estate del 1966 venne installato il primo impianto d'illuminazione artificiale per permettere lo svolgimento di eventi in notturna, costato circa 80000000 di Lire e inaugurato il 14 settembre dello stesso anno in un'amichevole contro l'Austria Klagenfurt.
Nel 1978 la famiglia Matarrese, divenuta da poco proprietaria del Bari, effettuò lavori di ripristino della struttura per un valore di oltre 300000000 di Lire: i lavori riguardarono il rifacimento del terreno di gioco e degli spogliatoi, la ristrutturazione e la suddivisione in settori degli spalti, con l'installazione di nuove poltroncine nella tribuna numerata, l'apertura di nuove porte d'ingresso alla struttura (portandone così il totale a 26), lo spostamento della tribuna stampa e la fornitura di nuove apparecchiature mediche. L'impianto d'illuminazione, fuori uso dalla metà degli anni settanta e successivamente smantellato, venne sostituito nel corso della stagione 1981/82 dalla ditta Dispoto di Bari e inaugurato il 22 agosto 1982 in occasione di un derby contro il Foggia valevole per la Coppa Italia: era composto da 144 lampade a ioduri metallici ed è rimasto attivo e funzionante per quasi 40 anni.
Durante la metà degli anni ottanta lo stadio ricevette gli ultimi interventi di ristrutturazione della sua attività ufficiale. Nel 1983 venne considerata l'ipotesi di un ampliamento della struttura, usufruendo di un progetto ideato nel 1963 dall'architetto Domenico Di Bari e dagli ingegneri Fano e Baldassarre, ma non se ne fece niente. Durante l'estate 1984, in vista anche della possibilità che Bari fosse scelta come sede per i mondiali di Italia '90, i settori laterali posti ai fianchi della tribuna coperta vennero dotati di panche di legno, furono create le poltrone (circa 400 sediolini di colore giallo-ocra posti al centro della tribuna coperta, serviti da bar e bagni riservati), sistemati gli spazi dedicati a radio e televisioni, montate nuove inferriate per delimitare i settori e installato un nuovo impianto d'irrigazione computerizzato per il terreno di gioco. Nel 1985, complice il ritorno della Bari in Serie A dopo 15 anni di assenza, il "della Vittoria" venne ritenuto insufficiente in termini di capienza e struttura dai tifosi, spesso costretti a dover rinunciare a seguire la squadra per mancanza di posti e sicurezza sugli spalti. Nell'estate 1986 numerosi interventi improntati alla sicurezza (nuovi ingressi e nuove scale, nuove reti e ringhiere di protezione e nuovi servizi igienici, anche per portatori di handicap), permisero all'impianto di ottenere un'omologazione per 35 000 spettatori. Infine, nel settembre 1989 lo stadio venne dotato di un impianto di videosorveglianza.

### Dopo la dismissione: l'Arena della Vittoria

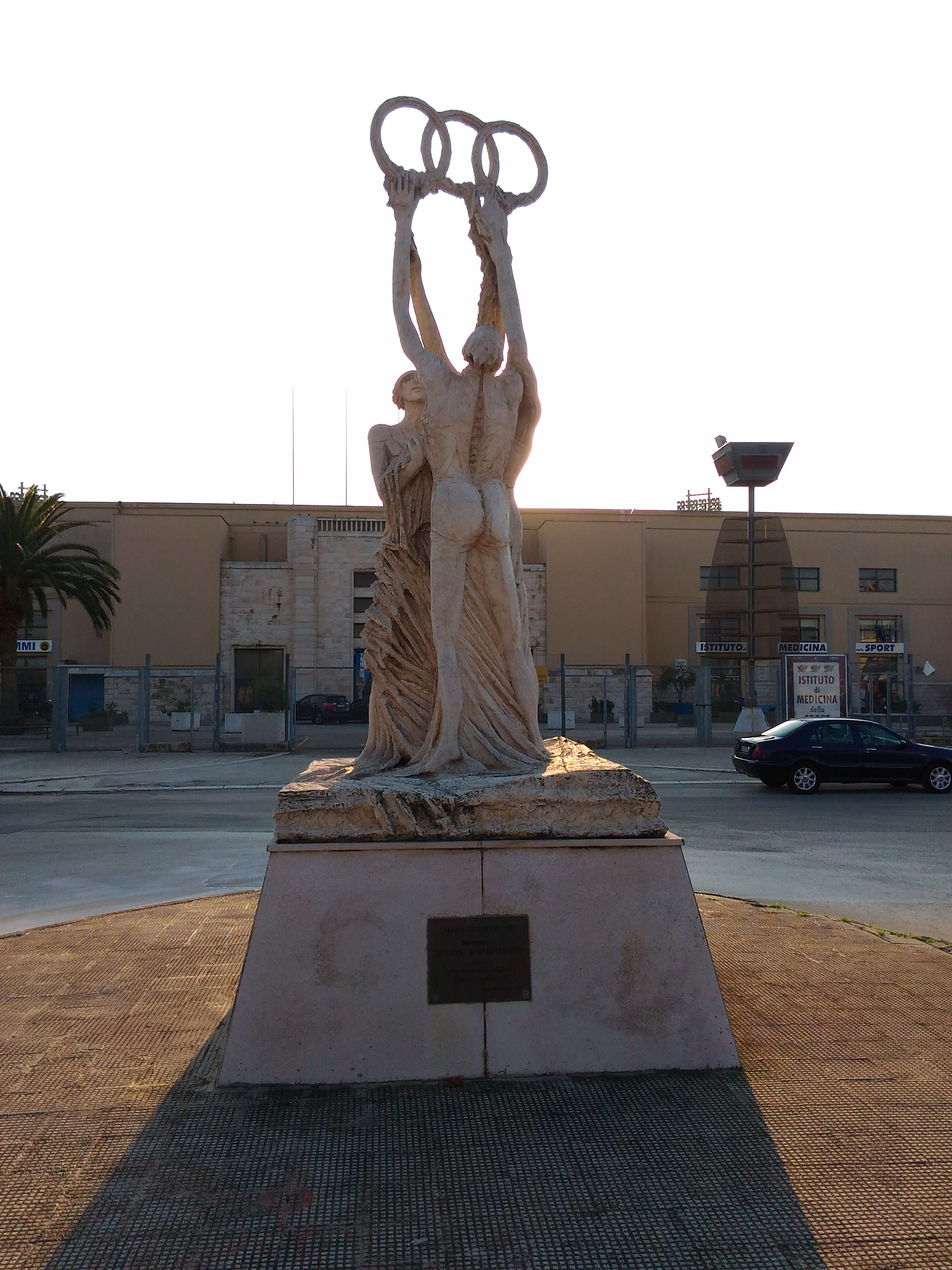
Mare Nostrum '97, scultura realizzata dall'artista pugliese Cosimo Giuliano in occasione dei XIII Giochi del Mediterraneo, collocata adiacente all'ingresso monumentale.

Dopo 56 anni di attività lo stadio venne dismesso nell'estate 1990 quando, in occasione dei mondiali di calcio di Italia '90, venne inaugurato in città il nuovo stadio San Nicola. Inizialmente utilizzato per amichevoli di calcio dilettantistico, eventi sportivi e concerti, nell'agosto 1991 fu teatro di uno dei momenti più drammatici della storia delle immigrazioni in Italia, quando gli oltre 20 000 profughi albanesi giunti a bordo della nave Vlora vennero provvisoriamente sistemati per una settimana al suo interno; i danni delle distruzioni furono tali che lo stadio venne dichiarato inagibile e abbandonato negli anni successivi. Un finanziamento di 11 miliardi di Lire in occasione dei XIII Giochi del Mediterraneo di Bari del 1997 assicurò alla struttura la ridefinizione e intonacamento della facciata secondo il progetto dell'ing. Elio Sannicandro, la riedificazione degli interni, l'adeguamento agli standard di sicurezza vigenti, il restauro dei danni subiti durante il periodo di occupazione dei profughi albanesi, e infine il completamento delle parti rimaste incompiute negli anni trenta. I lavori per la nuova Arena della Vittoria cominciarono il 24 luglio 1996 e vide impegnati 200 operai che portarono a termine i lavori in meno di un anno.
Dal 2006 lo stadio ospita le partite casalinghe delle squadre locali di rugby (la Tigri Rugby Bari 1980) e football americano (i Navy Seals Bari, ex Patriots Bari), è sede di tornei speciali e concerti ed è anche adibito ad uso teatrale, museale ed espositivo, ospita l'istituto di Medicina dello Sport, la sede regionale del CONI e una biblioteca per ragazzi."... nel 2018 per la prima volta nella storia, il Della Vittoria ha ospitato una delle partite del prestigiosissimo torneo del 6 nazioni" il torneo più antico del mondo, tra Italia e Scozia under 20, con una netta vittoria degli azzurri e segnando il record di presenze per una partita della nazionale under 20. Ad oggi, lo stadio ospita anche gli uffici CONI e di una decina di comitati regionali, oltre a una palestra di boxe, due di arti marziali, una di scherma, ed una di danza. La pista di atletica è utilizzata da una società di pattini a rotelle e da una di atletica.
Tra gennaio e agosto 2022 il Comune di Bari, tramite un finanziamento del PON Metro da 250.000€, ha provveduto all'ammodernamento dell'impianto d'illuminazione, ora composto da 28 lampade a LED da 1.400W e 300 lux complessivi installate sui telai di sostegno precedentemente utilizzati. Tali lavori permettono l'omologazione dello stadio per gli incontri di calcio della LND e per concerti fino a 22.000 spettatori.

## Trasporti
Come raggiungere lo Stadio della Vittoria:
- In aereo
  - Dall'Aeroporto di Bari-Palese seguire le indicazioni per la  in direzione Brindisi-Taranto. Prendere l'uscita  "Bari Via Napoli" della Tangenziale di Bari e seguire le indicazioni stradali per raggiungere la struttura.
- In automobile
  - Provenendo dall', uscire al casello Bari Sud, prendere la SP236 (ex SS271) e seguire le indicazioni stradali per immettersi nella  in direzione Brindisi-Taranto. Prendere l'uscita  "Bari Poggiofranco" e seguire le indicazioni per Ponte Adriatico. Una volta oltrepassato il ponte immettersi in via Napoli e seguire le indicazioni stradali per raggiungere la struttura.
  - Provenendo dalla Tangenziale di Bari, prendere l'uscita  "Bari Via Napoli" e seguire le indicazioni stradali per raggiungere la struttura.
- In autobus
  - È possibile raggiungere la struttura mediante varie linee urbane. Le fermate più vicine sono denominate Piscine Comunali (capolinea delle linee 2, 2/, 6, 22, 27, 42), Di Maratona (raggiungibile attraverso la linea 53) e Via Napoli 349/E (servita dalle linee 1 e 19).
  - In occasione di alcuni eventi (ad esempio concerti) l'AMTAB mette a disposizione un servizio navetta diretto con il quale è possibile raggiungere la struttura partendo da varie zone della città.

## Il Bari al della Vittoria
Dal momento in cui lasciarono il Campo degli Sports nel 1934 e fino all'inaugurazione del San Nicola nel 1990, in 56 anni i galletti vi hanno disputato 945 partite ufficiali (fra Serie A, Serie B, Serie C e IV Serie) divise in 528 vittorie, 272 pareggi e 145 sconfitte, con 1316 reti fatte e 656 subite. Sommate alle partite di coppa e alle numerosissime amichevoli ivi disputate si arriva ad un totale di circa 1200 gare. L'ultimo incontro ufficiale disputatosi nell'impianto è datato 21 maggio 1990, finale di Mitropa Cup tra Bari e Genoa vinta dai padroni di casa per 1-0. Curiosamente si tratta dell'unico trofeo internazionale vinto dal Bari.

## Incontri internazionali di calcio
| Arbitro: | Beranek |

|                                       |           |          |
| Menti 10’ Gabetto 58’ Carapellese 63’ | Marcatori | 84’ Riha |

| Arbitro: | Harangozo |

|               |           |  |
| Boniperti 43’ | Marcatori |  |

| Arbitro: | Brummeier |

|                                          |           |  |
| B. Giordano 15’ Cabrini 23’ P. Rossi 36’ | Marcatori |  |

| Arbitro: | Namoglu |

|                                                 |           |                 |
| F. Baresi 7’ (rig.) Vialli 30’, 35’ Bergomi 86’ | Marcatori | 18’ Litovchenko |

## Record
Mancando riferimenti alle stagioni antecedenti il campionato 1967-68 (anno in cui i quotidiani cominciarono a riportare con maggior precisione i dati riguardanti il numero di spettatori paganti e gli incassi), non è possibile stabilire con certezza il record storico di pubblico presente sugli spalti del della Vittoria. I dati seguenti riguardano pertanto solo gli ultimi 23 anni d'attività dell'impianto.

### Serie A
- Record spettatori paganti: 43 472, registrato il 14 settembre 1969 nella partita Bari-Roma (1-0).
- Record d'incasso: 727783951 L., registrato il 18 febbraio 1990 nella partita Bari-Inter (0-0).
- Record media spettatori paganti: 28 130, relativa alla stagione 1985-86.
- Record negativo media spettatori paganti: 24 630, relativa alla stagione 1969-70.

### Serie B
- Record spettatori paganti: 42 761, registrato il 2 maggio 1982 nella partita Bari-Sampdoria (1-2).
- Record d'incasso: 557715226 L., registrato il 4 dicembre 1988 nella partita Bari-Genoa (0-0).
- Record media spettatori paganti: 22 760, relativa alla stagione 1981-82.
- Record negativo media spettatori paganti: 9 739, relativa alla stagione 1971-72.

### Serie C
- Record spettatori paganti: 23 882, registrato il 17 novembre 1974 nella partita Bari-Catania (0-0).

### Serie C1
- Record spettatori paganti: 13 786, registrato il 27 novembre 1983 nella partita Bari-Taranto (1-0).
- Record d'incasso: 105205700 L., registrato il 27 novembre 1983 nella partita Bari-Taranto (1-0).
- Record media spettatori paganti: 8 379, relativa alla stagione 1983-84.

### Coppa Italia
- Record spettatori paganti: 39 271, registrato il 22 febbraio 1984 nella partita Bari-Juventus (2-2).
- Record d'incasso: 476291000 L., registrato il 22 febbraio 1984 nella partita Bari-Juventus (2-2).

## Galleria d'immagini

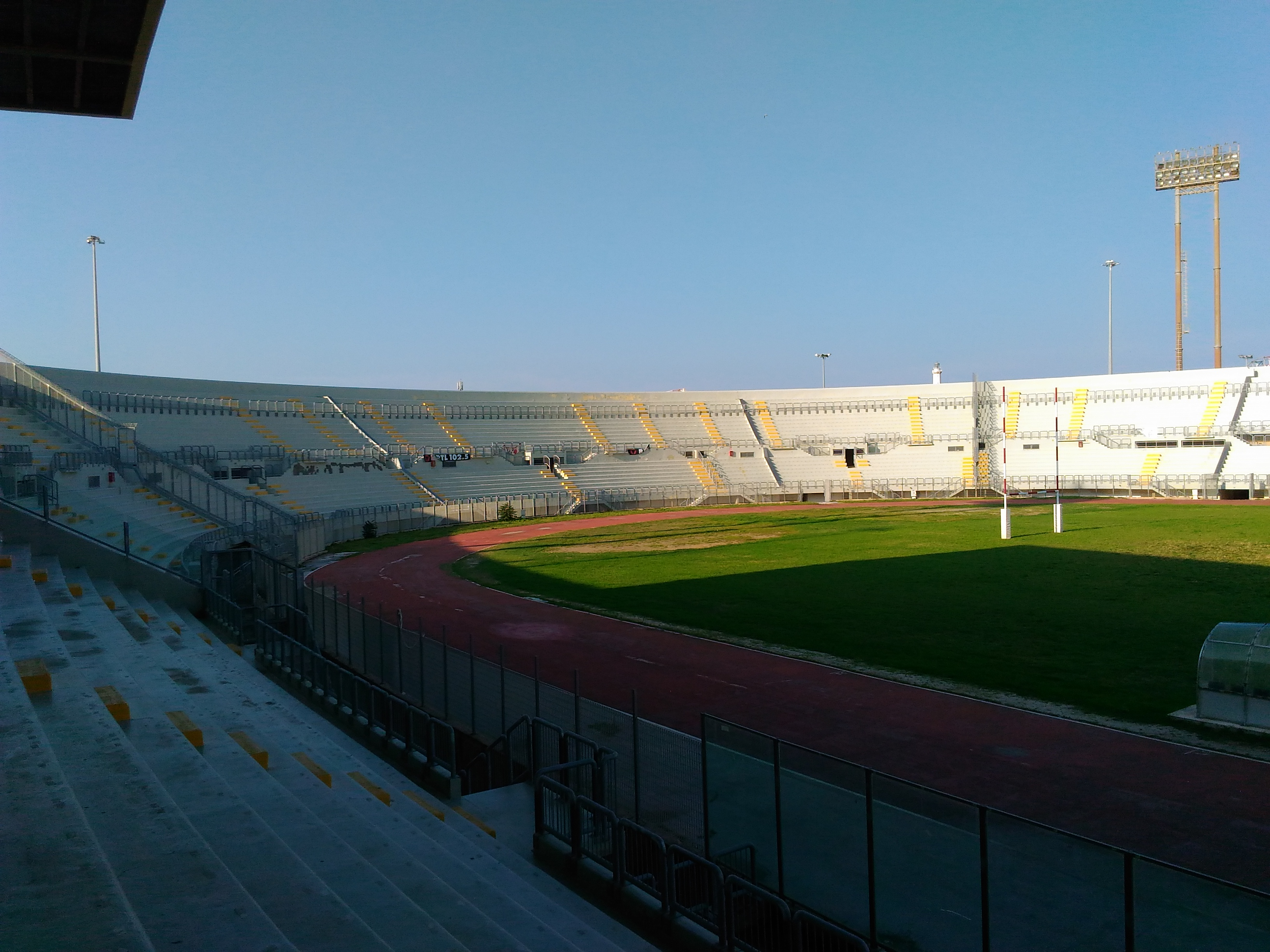
Curva Nord, sede negli anni '70-'80 del tifo organizzato
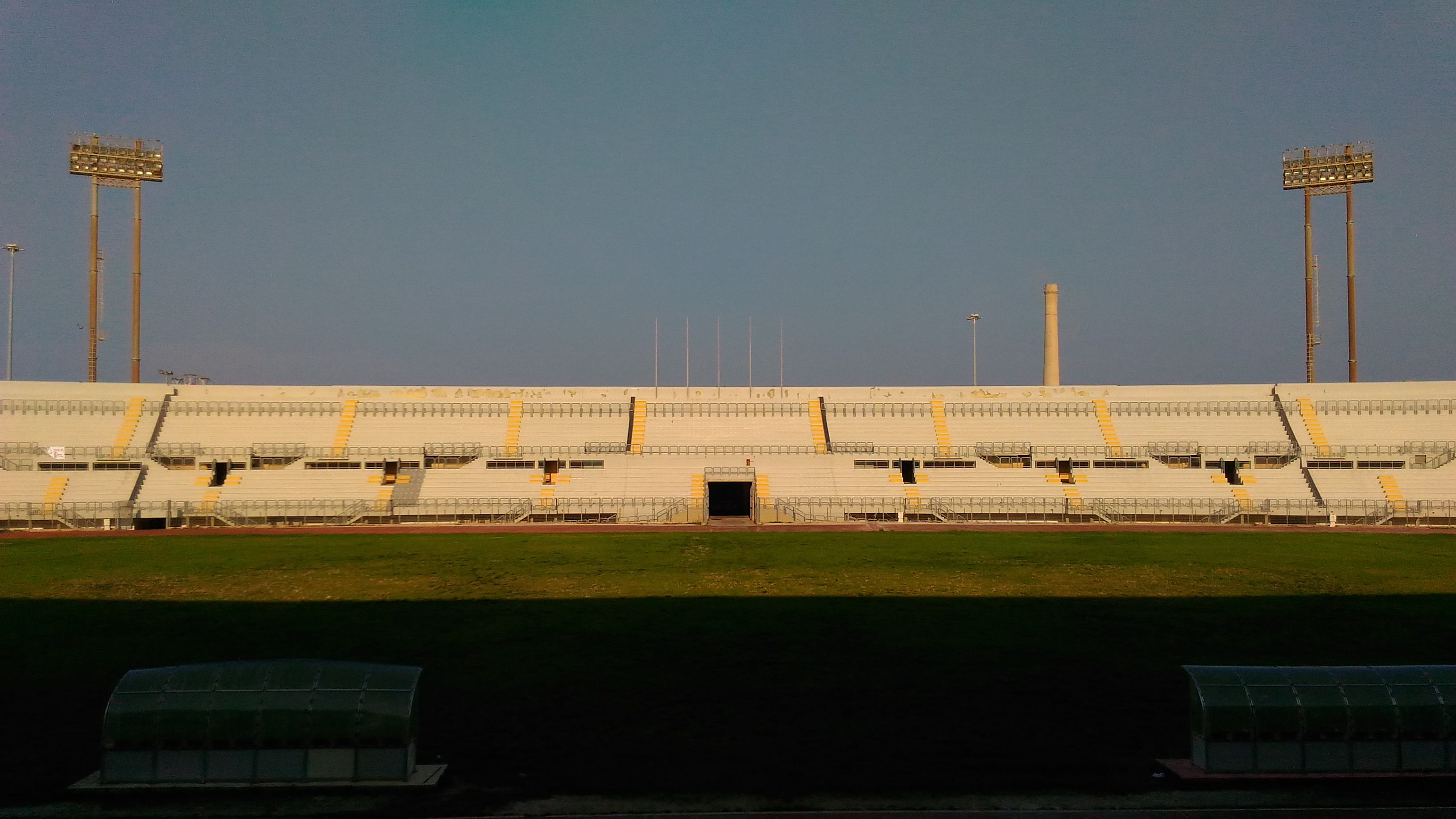
Tribuna Maratona
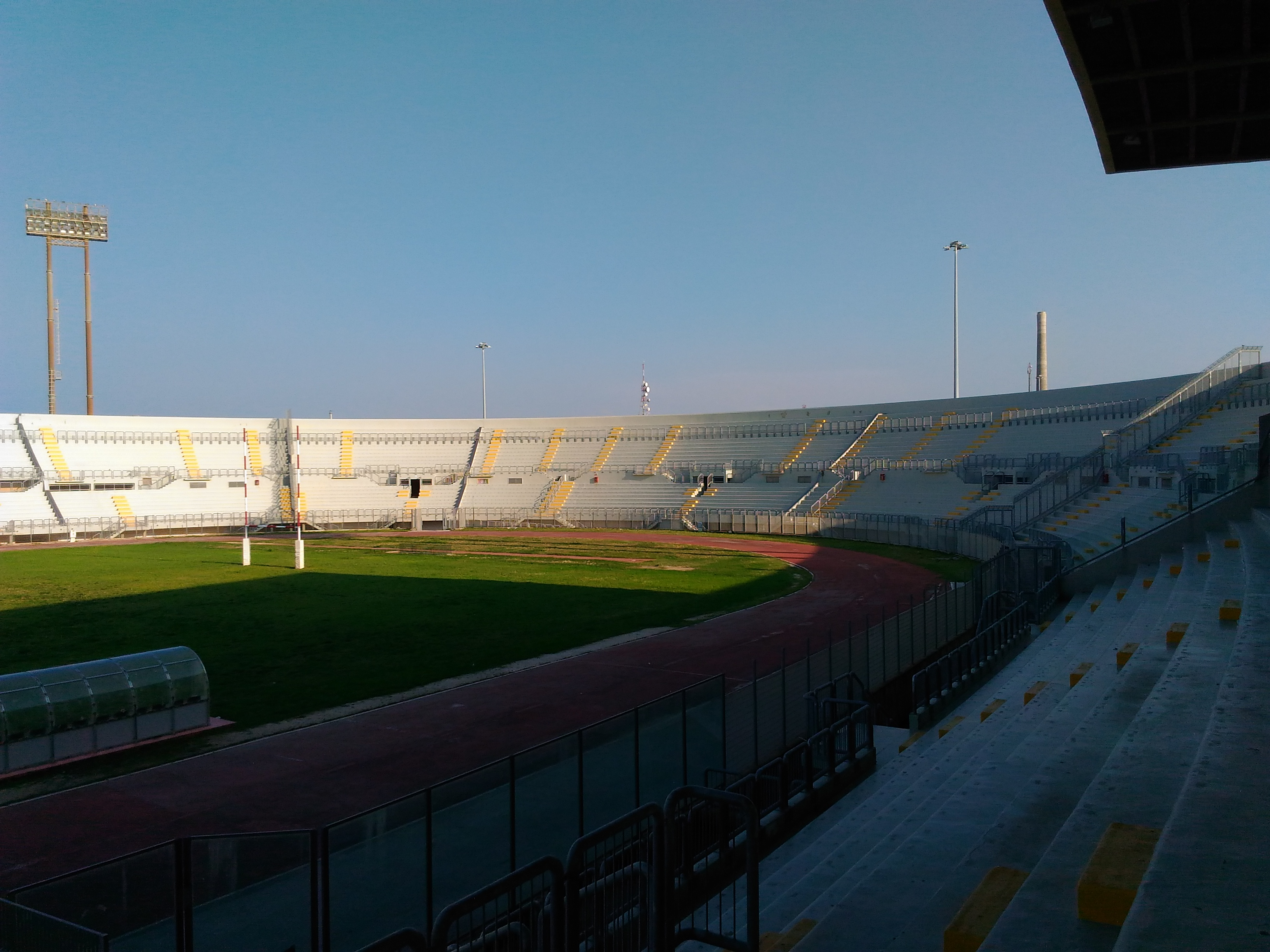
Curva Sud
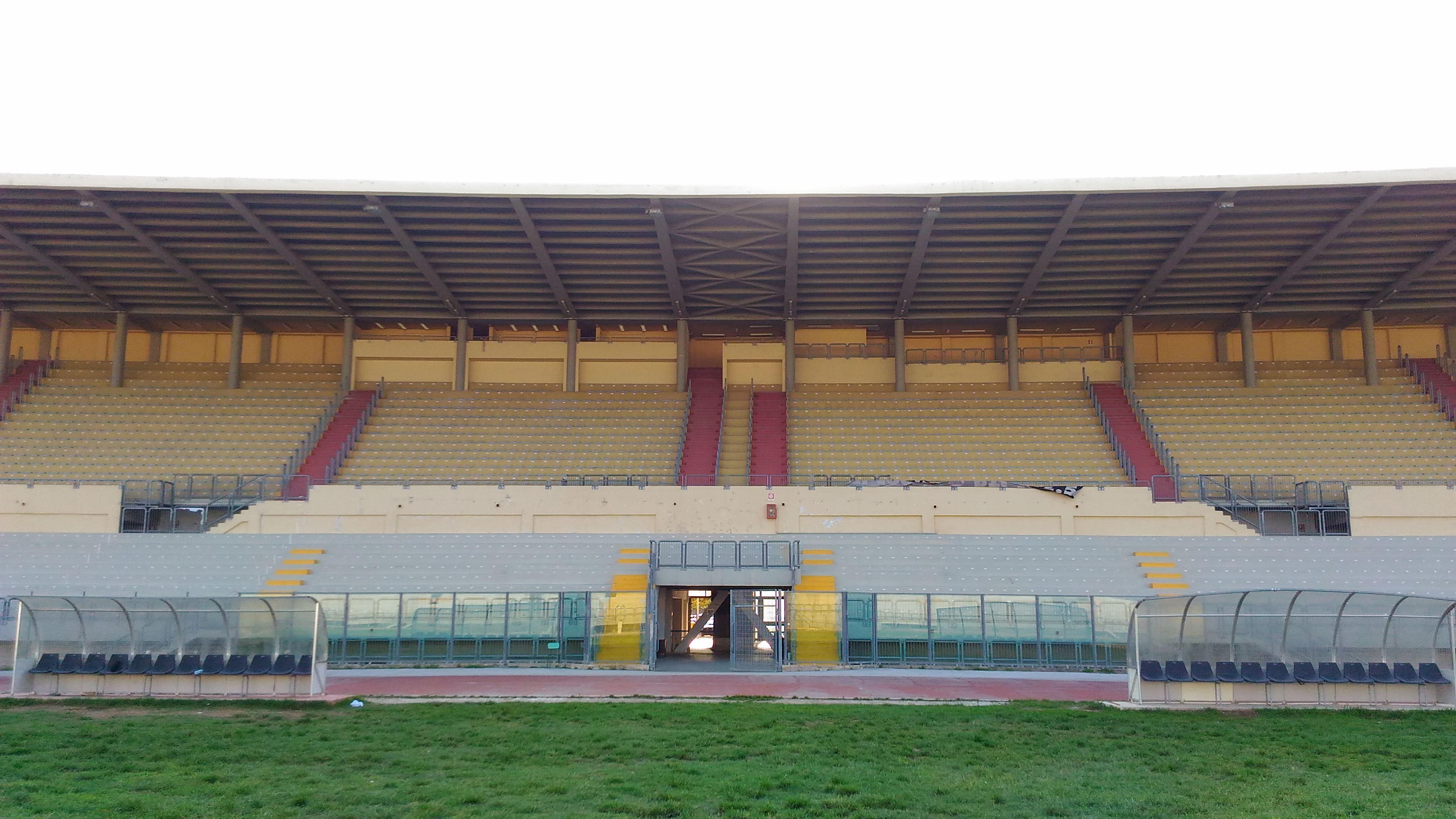
Tribuna Coperta
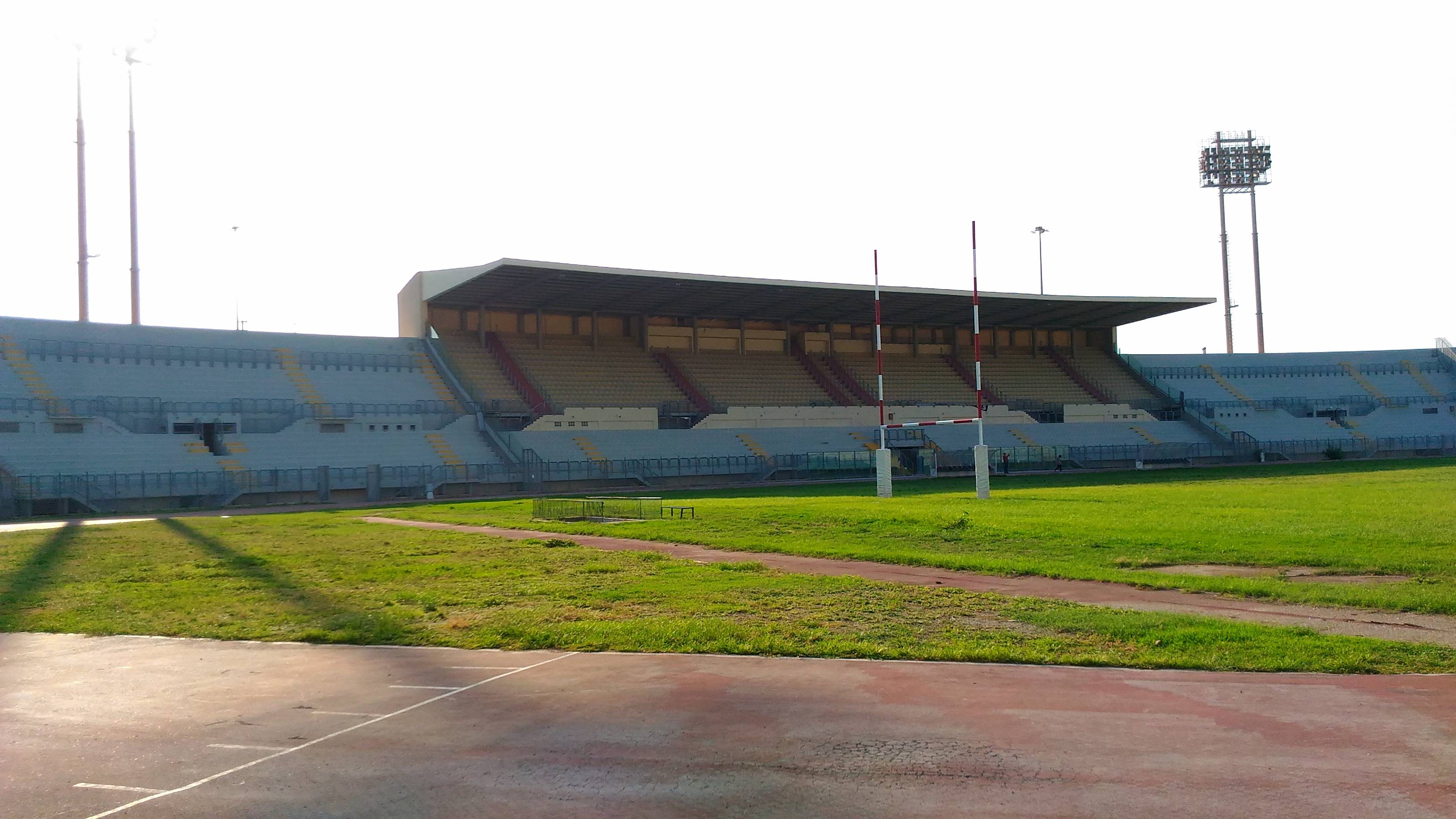
Visuale della Tribuna Coperta inquadrata dalla pista d'atletica
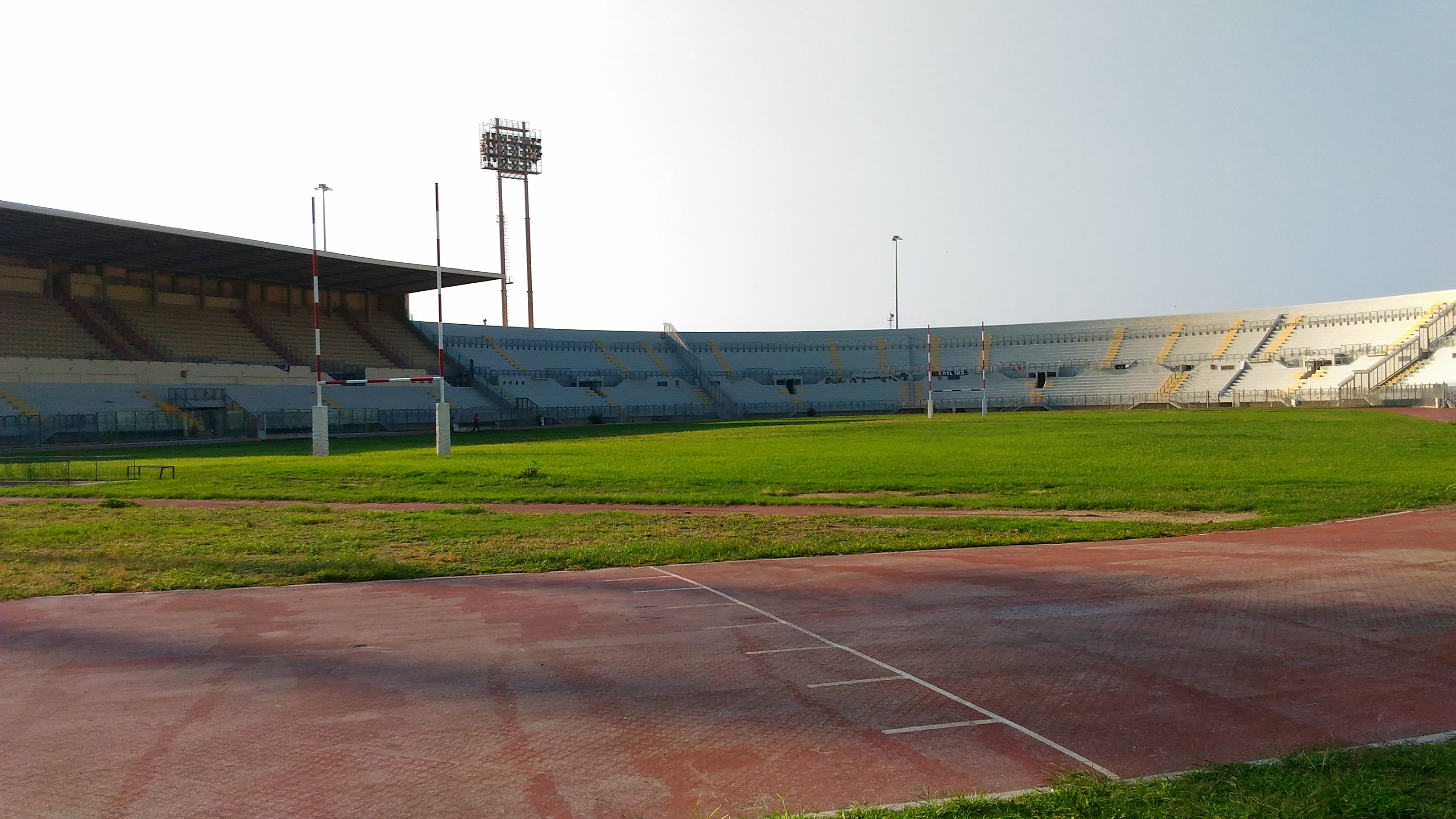
Panoramica dello stadio dalla pista d'atletica
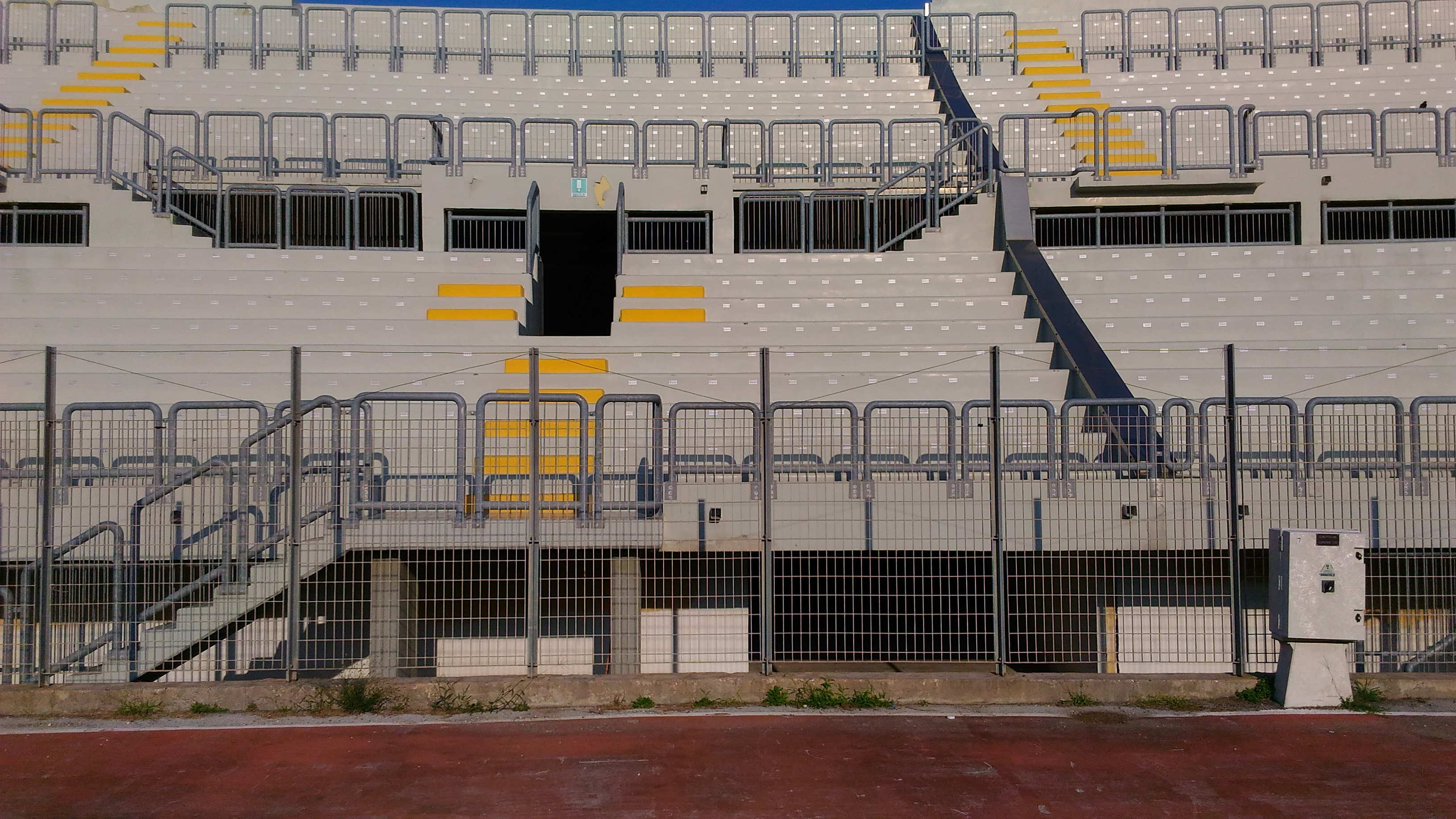
Dettaglio della struttura degli spalti
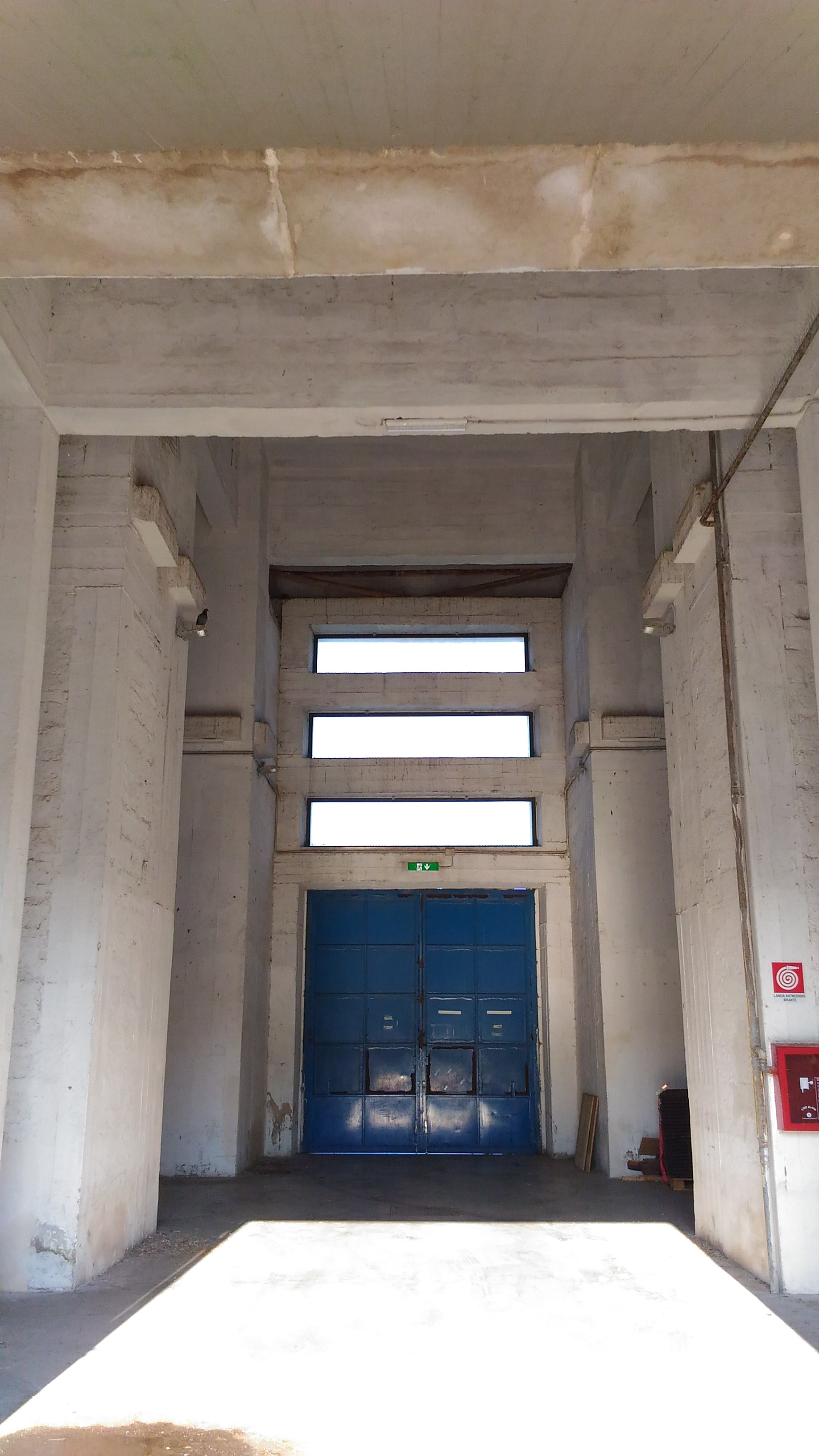
Interno dell'ingresso monumentale, all'interno della Tribuna Maratona
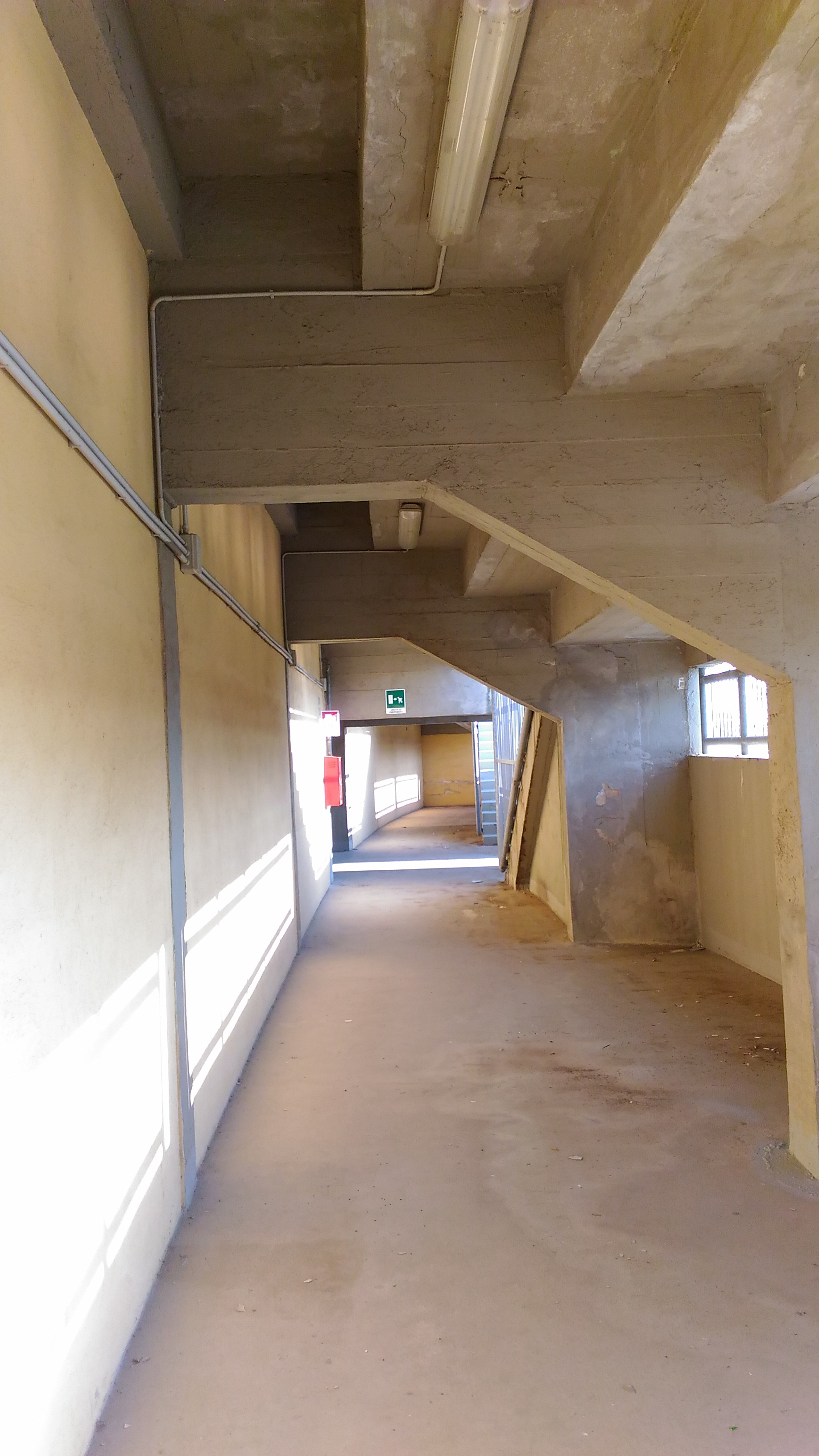
Corridoio d'accesso agli spalti superiori
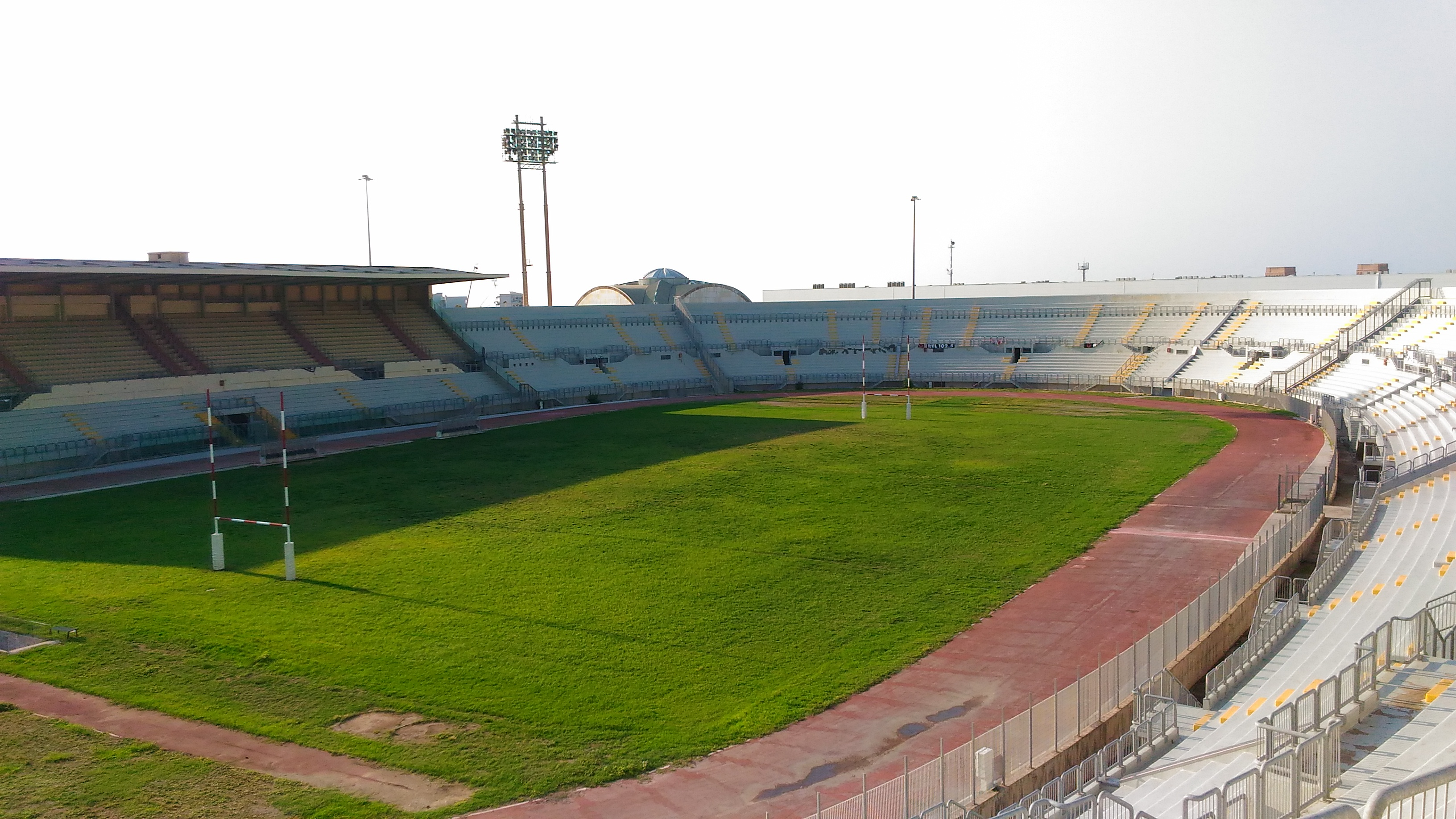
Panoramica dello stadio dal punto più alto degli spalti
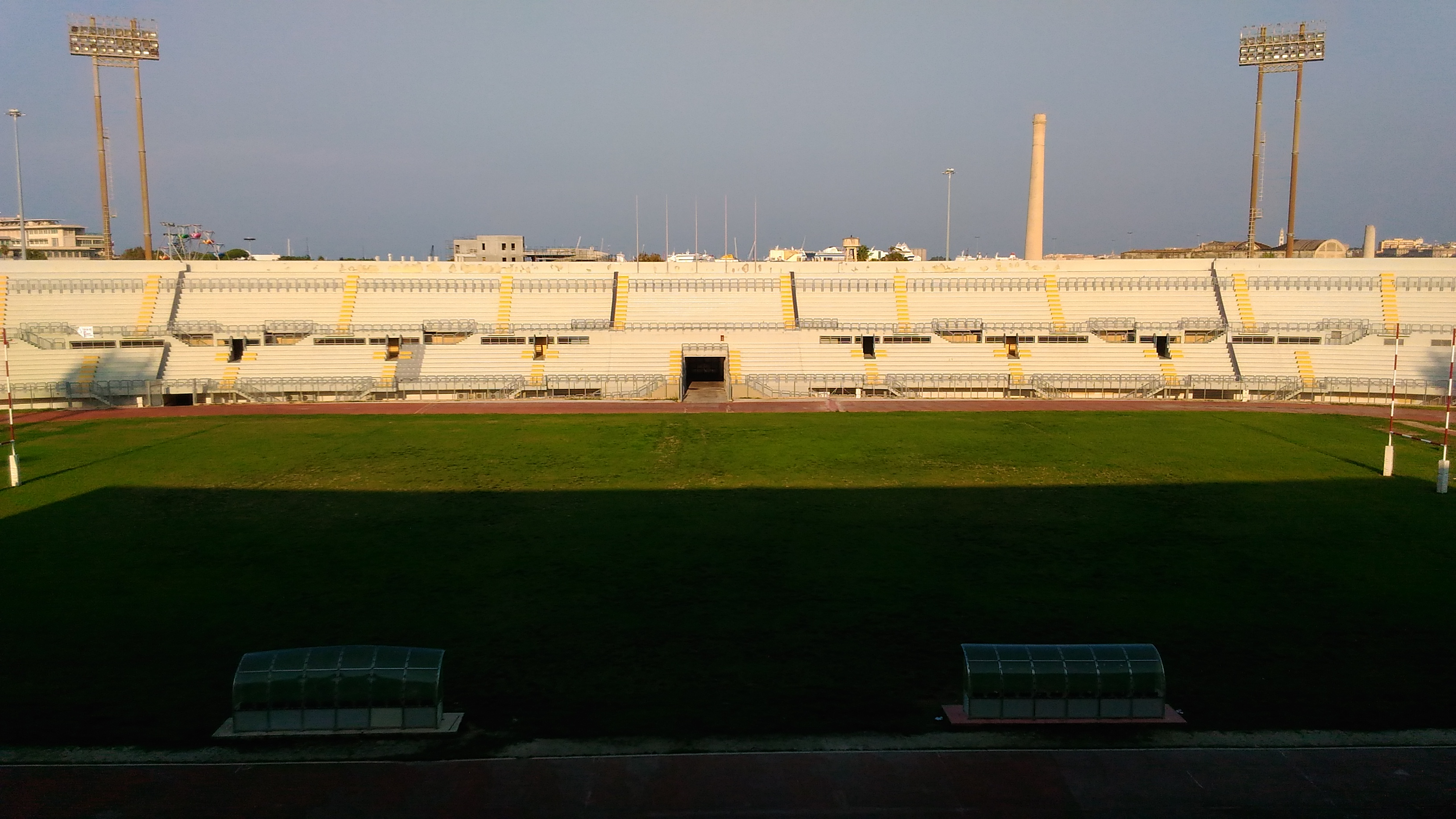
Visuale del campo dalla tribuna stampa, posta all'interno dalla tribuna coperta
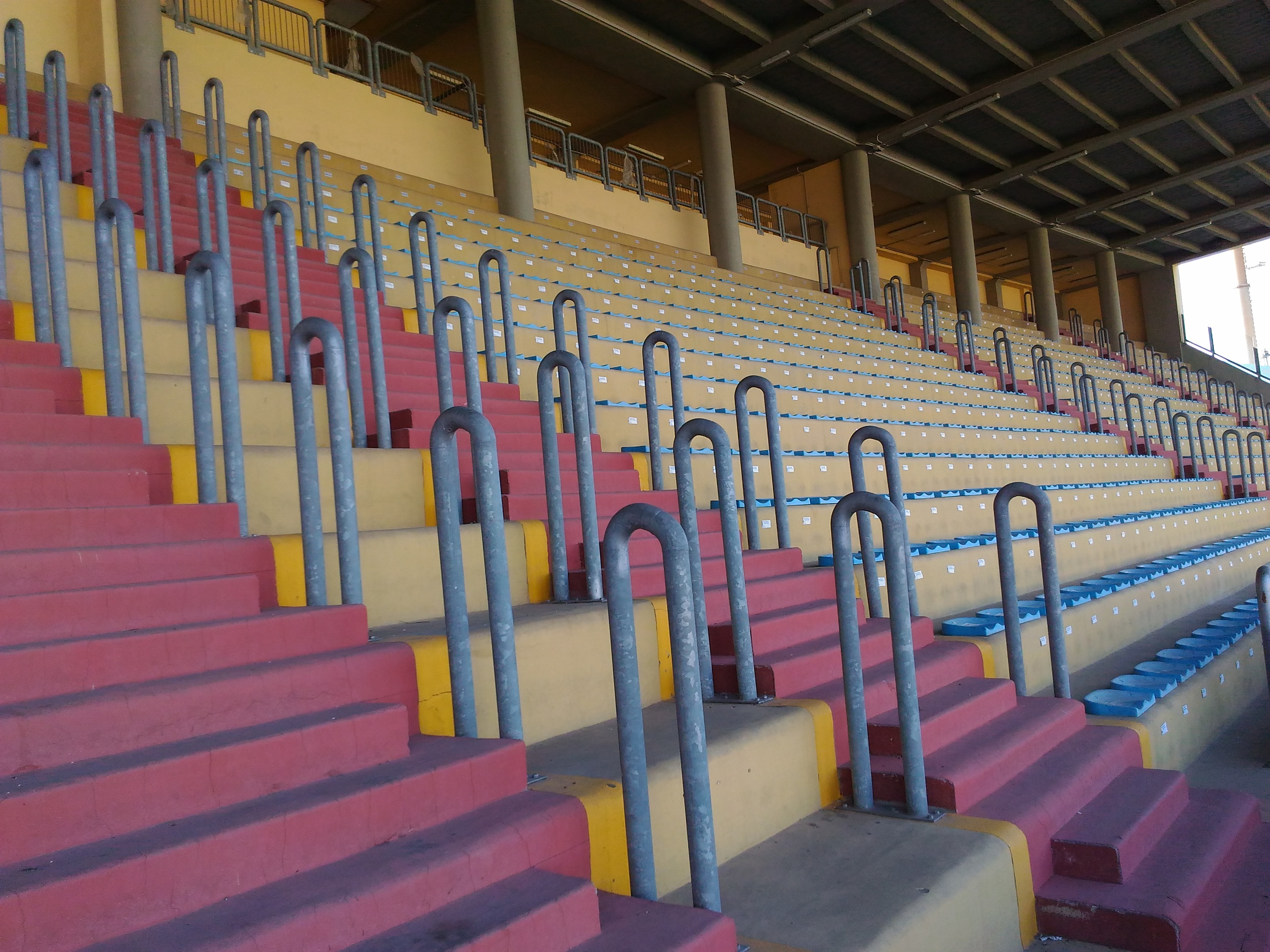
Dettaglio spalti Tribuna Coperta
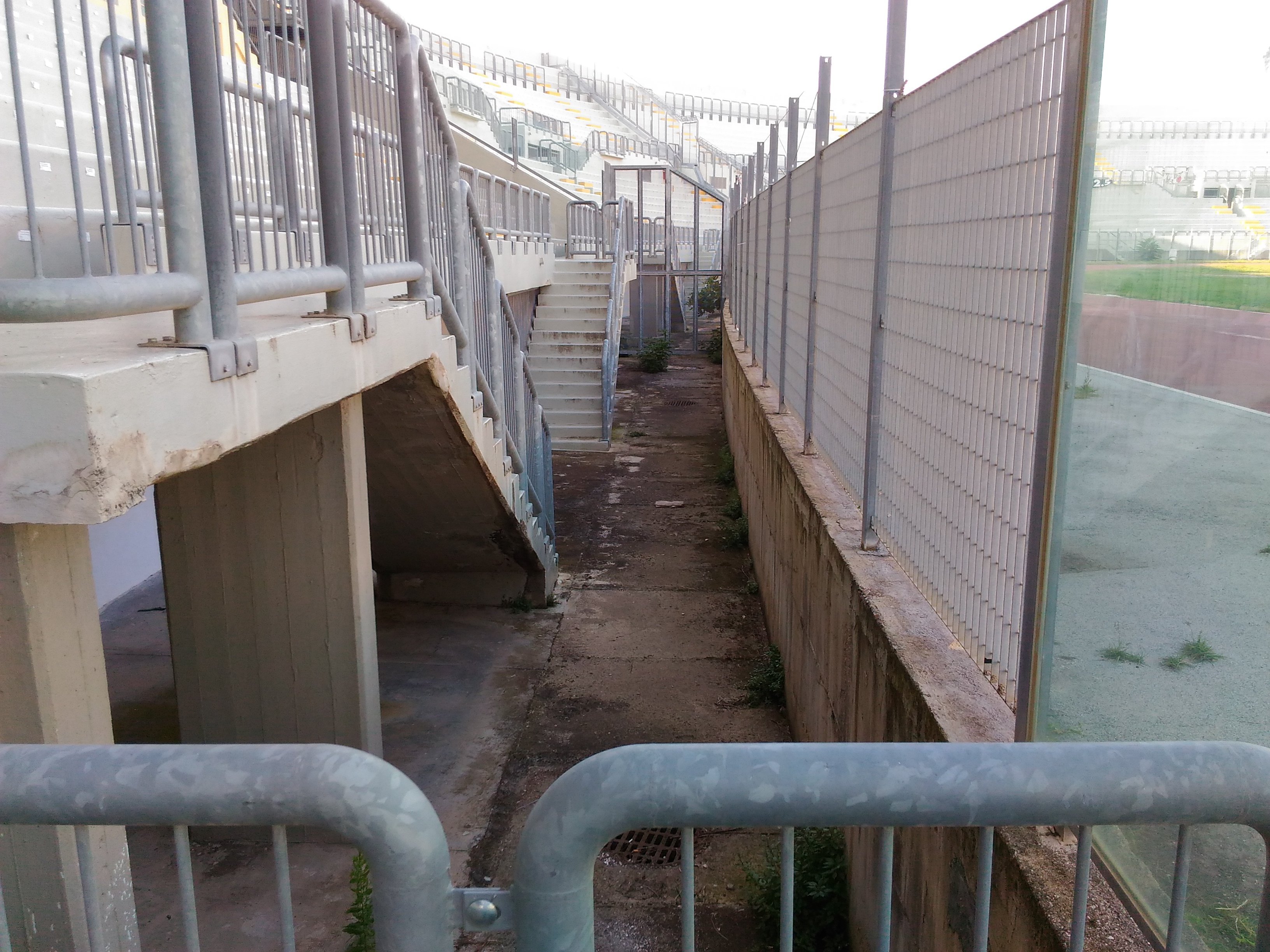
Fossato per l'accesso agli spalti inferiori
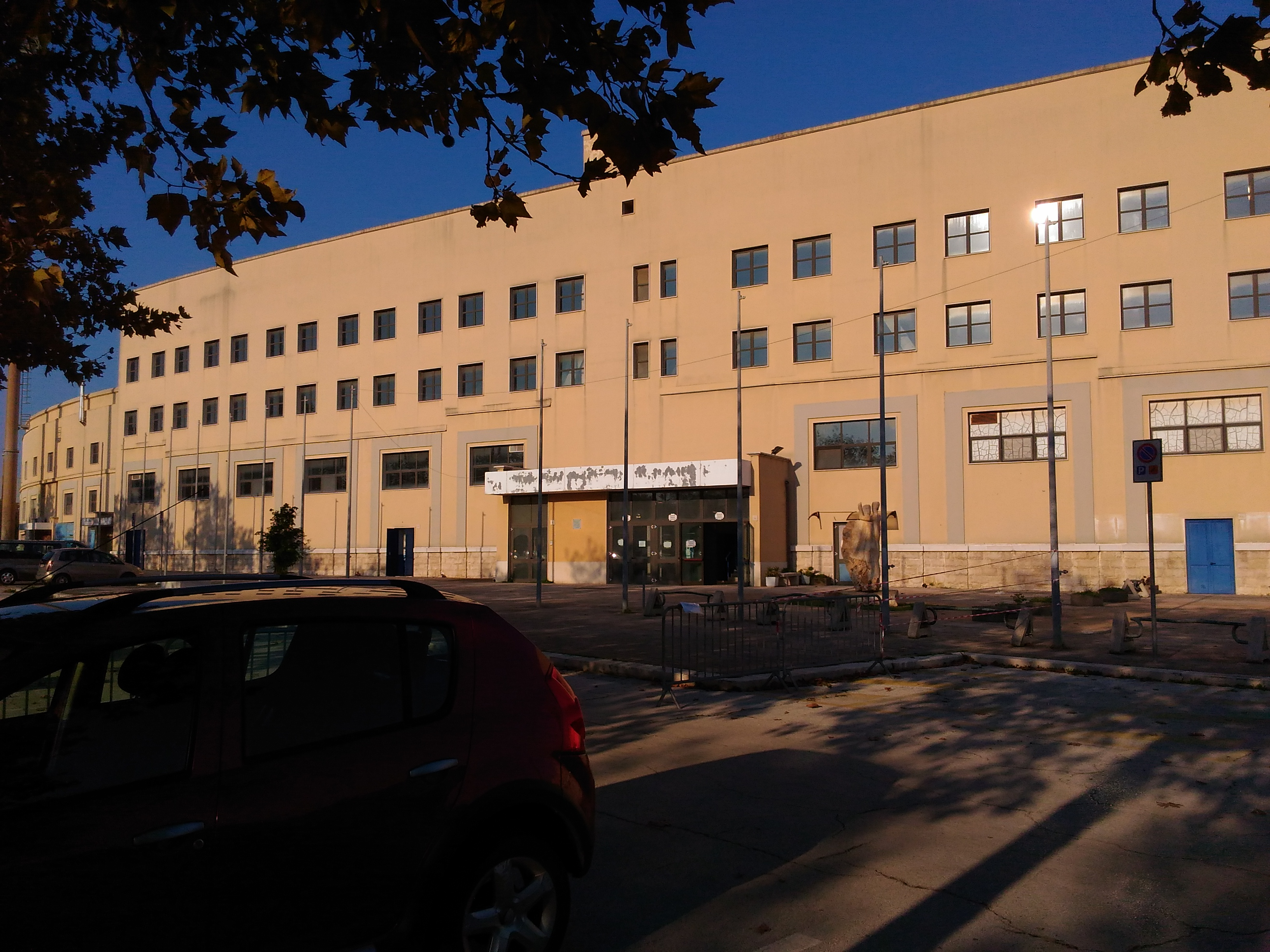
Ingresso Tribuna Coperta
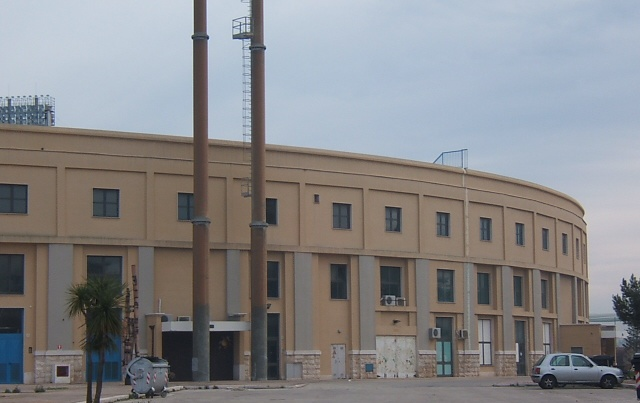
Ingresso su via di Maratona
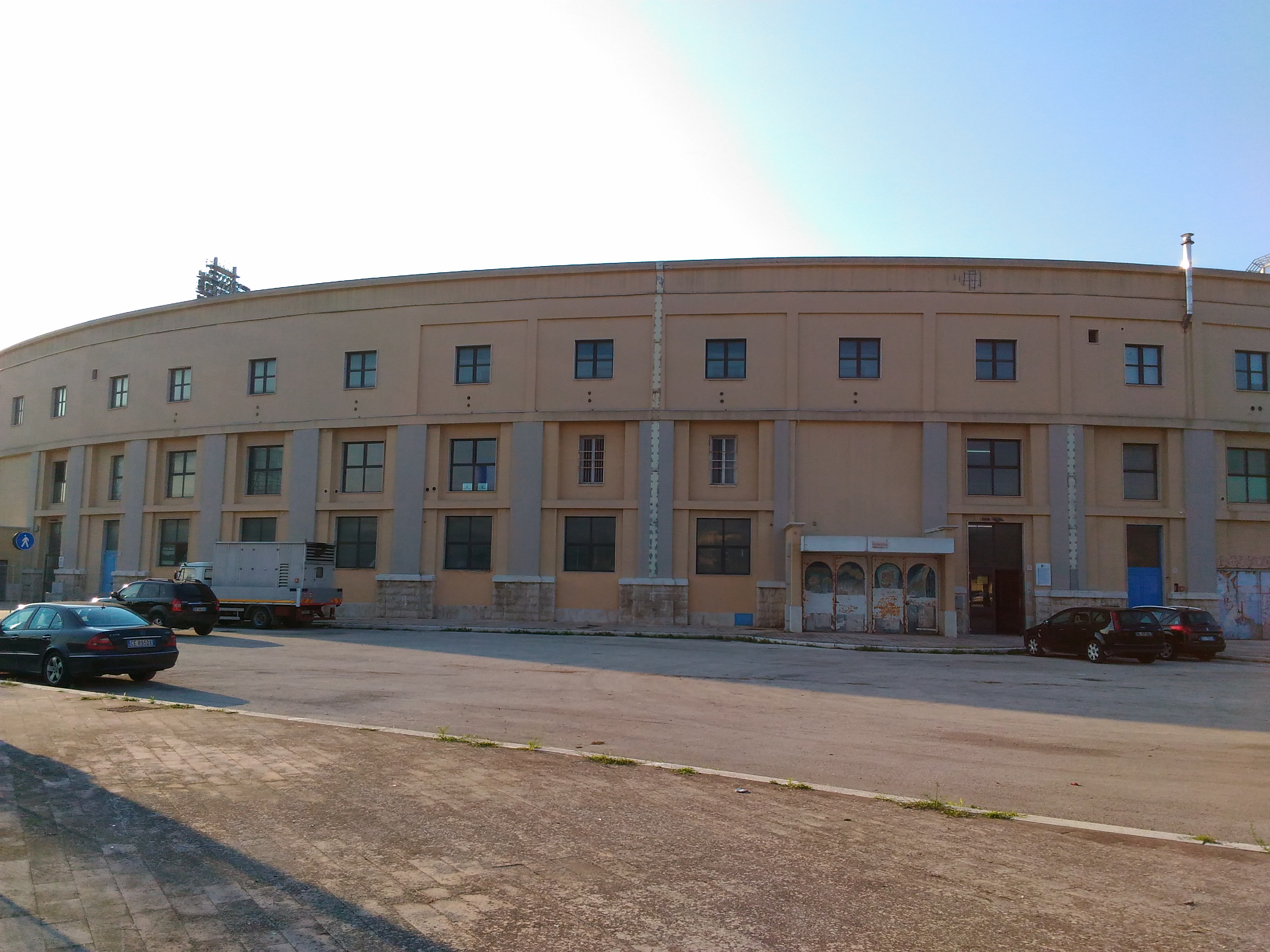
Ingresso Curva Sud
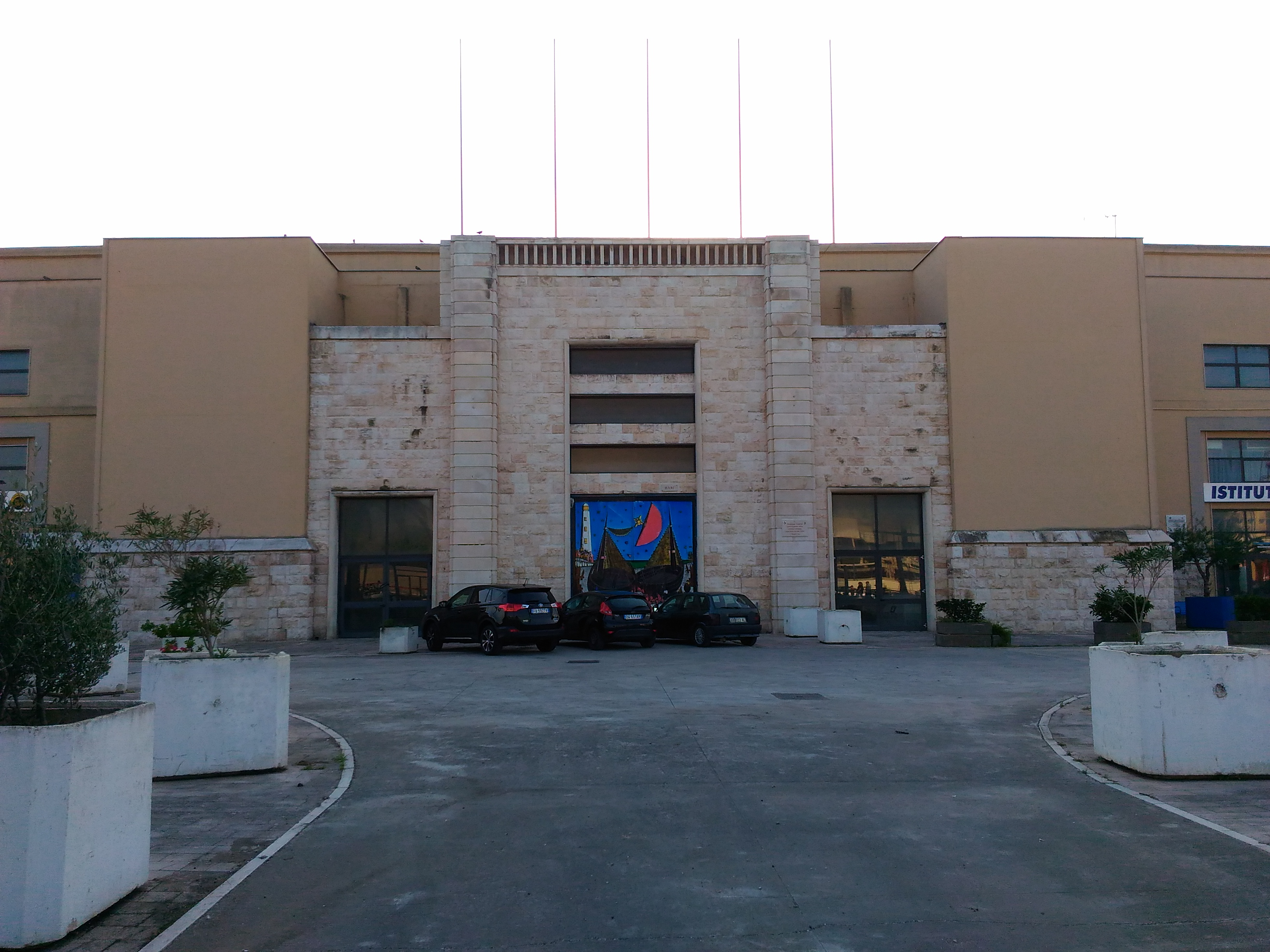
Ingresso monumentale, ove un tempo sorgeva la Torre di Maratona
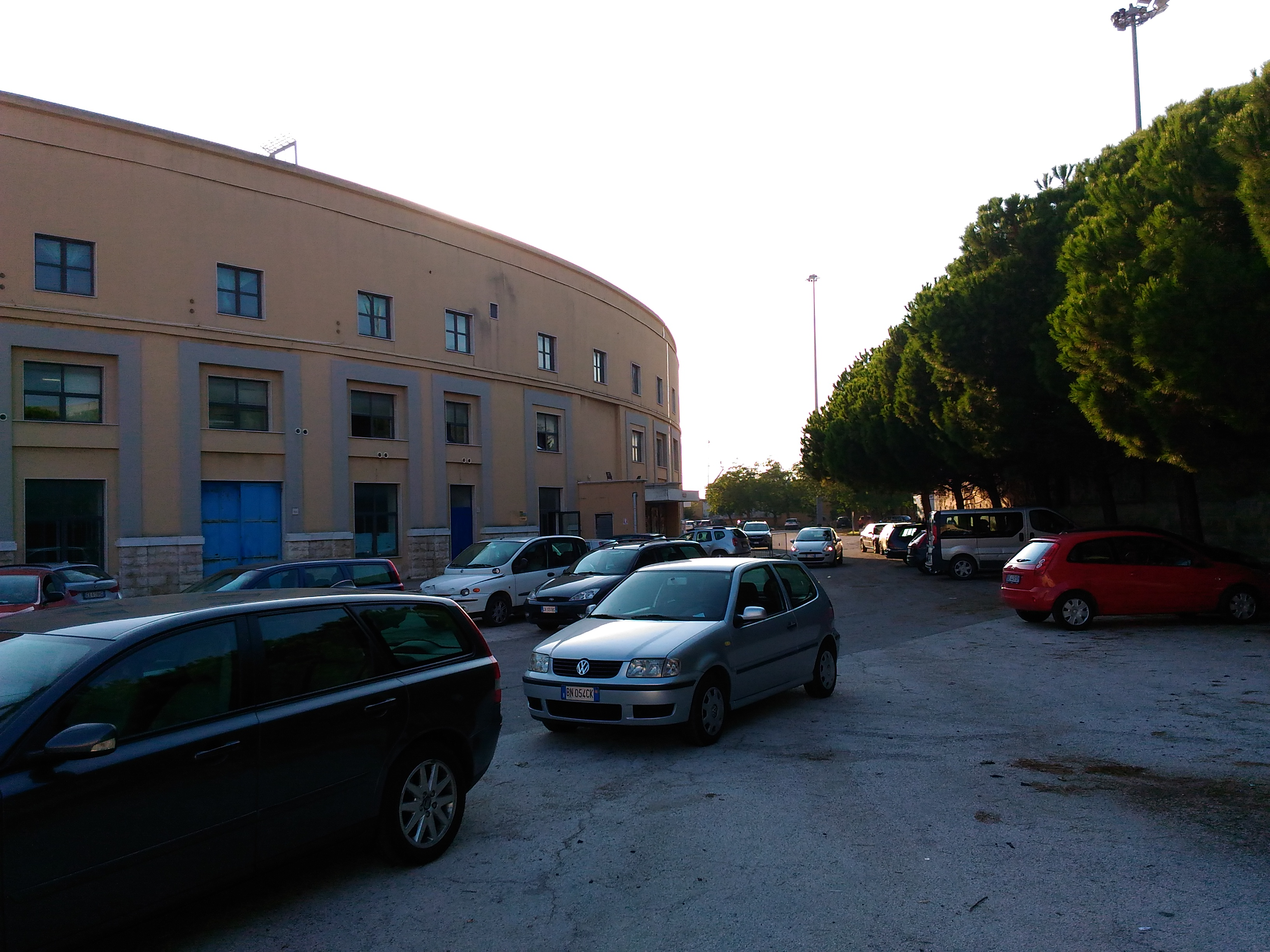
Ingresso Curva Nord (si notano sulla destra i muri perimetrali della Fiera del Levante)